# Barrique

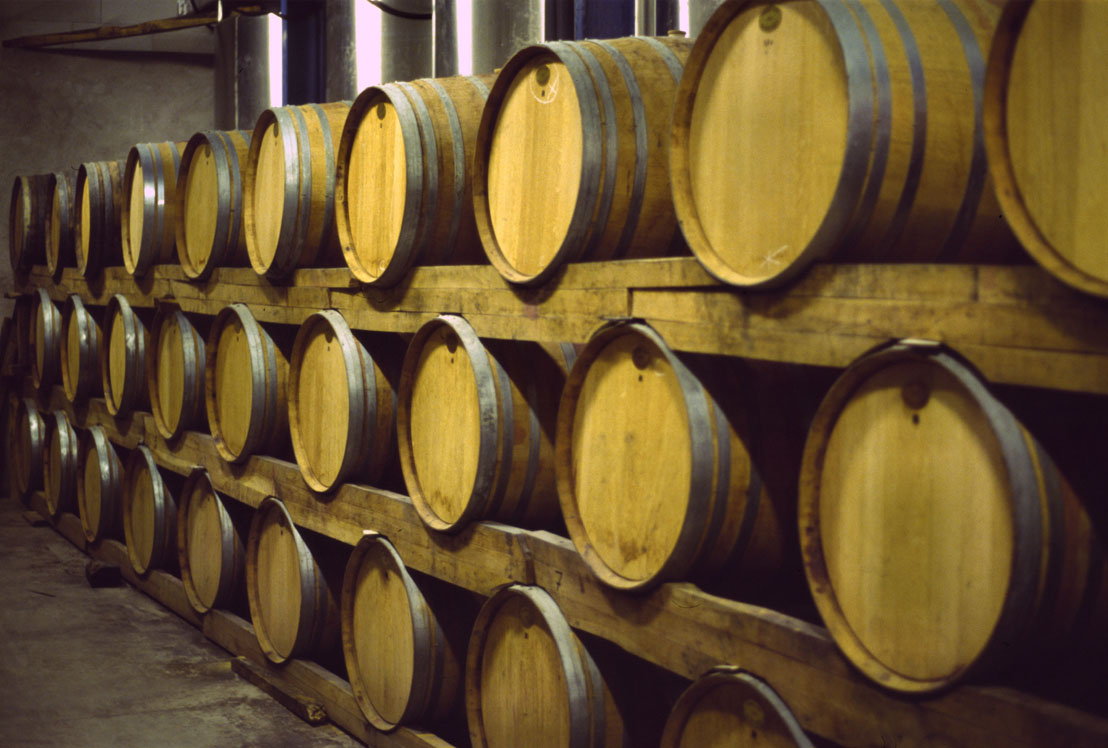
Barrique hordók egy franciaországi pincében

A barrique (ejtsd: barrik) a bor érlelésére használt eljárás és egyúttal az ehhez az eljáráshoz használt tölgyfahordó — utóbbi alapján folyadék, illetve tömeg mértékegysége.

## Eredete
Franciaországban alakult ki és onnan terjedt el szerte a világon, a 20. századtól Magyarországon is.

## A hordó
A barrik-hordókat lyukacsos szerkezetű, de kemény és vízálló tölgyfából készítik;  leginkább francia, magyar vagy amerikai tölgyből, a kioldódó íz- és illatanyagok fajtánként különbözőek.
A kész hordót változatos módokon pörkölik-égetik, hogy más-más (vaníliás–füstös) ízanyagok kioldását segítsék elő. A hagyományos hordók űrmérete borvidékenként más és más; a leggyakoribbak (Kislex):
- a champagne-i hordó (200 l) és
- a bordeaux-i hordó (228 l).

Általános szabály, hogy minél kisebb a hordó, fajlagosan (a bor literére számolva) annál több ízanyag oldódik ki belőle.
A barrikhordókat semmiképp sem használják 2–3 évnél tovább, mert ennyi idő alatt aromaanyagaik kioldódnak.

## A mértékegység
A mértékegység alapja a bordeaux-i barrik.
1 barrique = 40 velte; 4 barrique = 1 tonneau (Révai).
A 228 l-es bordói barrikhordóban (Révai) mintegy 225 kg (Kislex) bort tartottak.
1 barrique cukor = 489,5 kg. 1 barrique rizs Szenegambiában 180 kg volt (Révai).

## Az eljárás
Eredetileg nehéz, testes vörösborok érlelésére alkalmazzák, de már fehérborokat is mind gyakrabban érlelnek így. A hordó fájából kioldott anyagok a fa jellegzetes aromáival egészítik ki a bor ízét és illatát. A vörösborokat általában 9–24 hónapig érlelik így, a fehérborokat (a leggyakrabban chardonnay és sauvignon blanc szőlő mustját) legfeljebb 4–6 hónapig. Barrikosan csak minőségi borokat érdemes érlelni.
A barrikolás új módszere, hogy a borba tölgyfadarabokat (dongákat) áztatnak. Ez az eljárás sokkal olcsóbb, de kevésbé intenzív ízt ad. Ezek mellett használnak egy úgynevezett „csipszet” is — ez lényegében égetett faforgács, amivel erjesztenek és érlelnek is.

## A barrikborok
A barrikborok drágábbak a társaiknál. Ennek fő oka, hogy egy barrikhordó ára akár 100 ezer forint is lehet, és csak legfeljebb 3 évig használható ilyen érlelésre. Ez a többlet ráfordítás általában kifizetődik, ugyanis szerte a világon nő a barrikborok iránti kereslet.
Magyarországról:
- az Európai Unió országaiba,
- az USA-ba,
- Oroszországba és
- Japánba

szállítanak barrikolás után palackozott borokat.